# Convention de Rotterdam
La Convention de Rotterdam est une convention internationale engagée par le Programme des Nations unies pour l'environnement (PNUE).
Cette convention, parfois appelée Convention Pic (pour prior informed consent) fut ouverte aux signatures le 10 septembre 1998. Elle offre la possibilité pour un pays de décider quels sont les produits chimiques ou pesticides dangereux qu'ils veulent bien recevoir et de refuser ceux qu'ils ne sont pas en mesure de gérer en toute sécurité.
Elle encourage le partage des responsabilités et la coopération entre les pays signataires dans le domaine du commerce international de certains produits chimiques très dangereux dont notamment certains pesticides et certains produits chimiques industriels.
Par une « procédure de consentement préalable en connaissance de cause », tout pays signataire prévoyant d’exporter ces produits doit informer les pays importateurs et d’obtenir leurs permissions.

## Évolutions dans l'application de la convention

### Union européenne[réf.nécessaire]
Cette convention a été traduite en un règlement européen en 2003, qui a été annulé par la Cour de justice européenne en janvier 2006 pour non-conformité à certains articles du traité de Maastricht. 

La Commission et le parlement européen ont décidé en janvier 2008 que certaines exportations pourraient - pour 12 mois au maximum - se faire, dans l’attente d'un consentement du pays importateur, si le pays exportateur n'a pas reçu de réponse de l’importateur dans les 2 mois. 

À la demande du Parlement européen, cette dérogation temporaire ne vaut que pour des produits enregistrés ou autorisés par le pays importateur. Si le produit est exporté d'un État membre vers un pays non membre de l'OCDE, l'État membre exportateur doit préalablement tenir compte des conséquences sanitaires et/ou environnementales possibles.

### Suisse
Au niveau fédéral, l'Ordonnance relative à la Convention de Rotterdam sur la procédure de consentement préalable en connaissance de cause applicable à certains produits chimiques qui font l’objet d’un commerce international (Ordonnance PIC, OPICChim) a été mise en vigueur dès le 1er janvier 2005, sur la base d'une décision du 10 novembre 2004. Plusieurs articles et annexes ont été modifiés, par exemple le 1er septembre 2018, plus récemment le 1er octobre 2024. L'annexe 1 a été modifiée le 12.02.2020, mais cette dernière version ne sera en vigueur que le 1.1.21[réf. nécessaire].

## 22 pesticides et 5 produits chimiques
La convention demande aux états signataires d'interdire en plus des pesticides de la Convention de Stockholm, complétant la dirty dozen les produits suivants:
- binapacryl, toxaphène, oxyde d'éthylène, dichlorure d'éthylène, parathion éthyl, parathion méthyl et monocrotophos

Les produits chimiques impliqués sont :
- crocidolite, polybromobiphényles (PBB), polychlorobiphényles (PCB), polychloroterphényles (PCT) et phosphate de tris (dibromo-2,3 propyle)

Ce qui donne comme liste des produits couverts par cette convention :
- 2,4,5-T et ses sels et esters
- Alachlore
- Aldicarbe
- Aldrine
- Amiante – Actinolite, Anthophyllite, Amosite, Crocidolite et Trémolite seulement
- Bénomyl (certaines formulations)
- Binapacryl
- Captafol
- Carbofuran (certaines formulations)
- Chlordane
- Chlordiméform
- Chlorobenzilate
- DDT
- Dieldrine
- Dinitro-ortho-crésol (DNOC) et ses sels
- Dinosèbe et ses sels et esters
- 1,2-Dibromoéthane (EDB)
- 1,2-Dichloroéthane
- Endosulfan
- Oxyde d'éthylène
- Fluoroacétamide
- Heptachlore
- Hexachlorobenzène
- Lindane et Hexachlorocyclohexane (mélange d'isomères)
- Composés du mercure inclus les composés inorganiques et organométalliques du mercure
- Méthamidophos (certaines formulations)
- Monocrotophos
- Parathion éthyl
- Parathion méthyl (certaines formulations)
- Pentachlorophénol et ses sels et esters
- Phosphamidon (certaines formulations)
- Polybromobiphényle (PBB)
- Polychlorobiphényle (PCB)
- Polychloroterphényle (PCT)
- Tétraéthylplomb
- Tétraméthylplomb
- Thirame (certaines formulations)
- Toxaphène
- Tributylétains
- Tris(2,3-dibromopropyl)phosphate (TRIS)